# Lewes District
Lewes District  är ett distrikt (motsvarande kommun) i grevskapet East Sussex i England, Storbritannien. Distriktet har 100 677 invånare (2022).
Större orter är Lewes, Newhaven, Peacehaven och Seaford. Distriktet är indelat i 29 civil parishes.